# حکیب عادلکون
حکیب عادلکون (انگلیسی: Hakeeb Adelakun؛ زادهٔ ۱۱ ژوئن ۱۹۹۶) بازیکن فوتبال اهل بریتانیا است.
از باشگاه‌هایی که در آن بازی کرده‌است می‌توان به باشگاه فوتبال اسکانتورپ یونایتد و باشگاه فوتبال وستهام یونایتد اشاره کرد.